# Col des Radstädter Tauern
Le col des Radstädter Tauern est un col routier de haute montagne situé à 1 738 m d'altitude dans l'État autrichien de Salzbourg, reliant la ville de Radstadt dans la région de Pongau à Mauterndorf dans le Lungau.

## Géographie
Le col sépare le chaînon des Radstadt Tauern à l'ouest de celui des Schladming Tauern à l'est, tous deux faisant partie du massif de montagnes des Niedere Tauern dans les Alpes orientales centrales. Il est traversé par la route Katschberg Straße (B 99), qui relie Bischofshofen sur la Salzach, via Radtstadt dans la vallée de l'Enns, à Sankt Michael im Lungau sur la Mur. De Sankt Michael, la route se poursuit vers le sud en passant par le col du Katschberg jusqu'à Spittal an der Drau en Carinthie. Un peu plus à l'ouest, environ 600 mètres plus bas, l'autoroute parallèle des Tauern (A 10) traverse les Radstadt Tauern dans le tunnel routier des Tauern.
Au col se trouve la station de ski d'Obertauern.

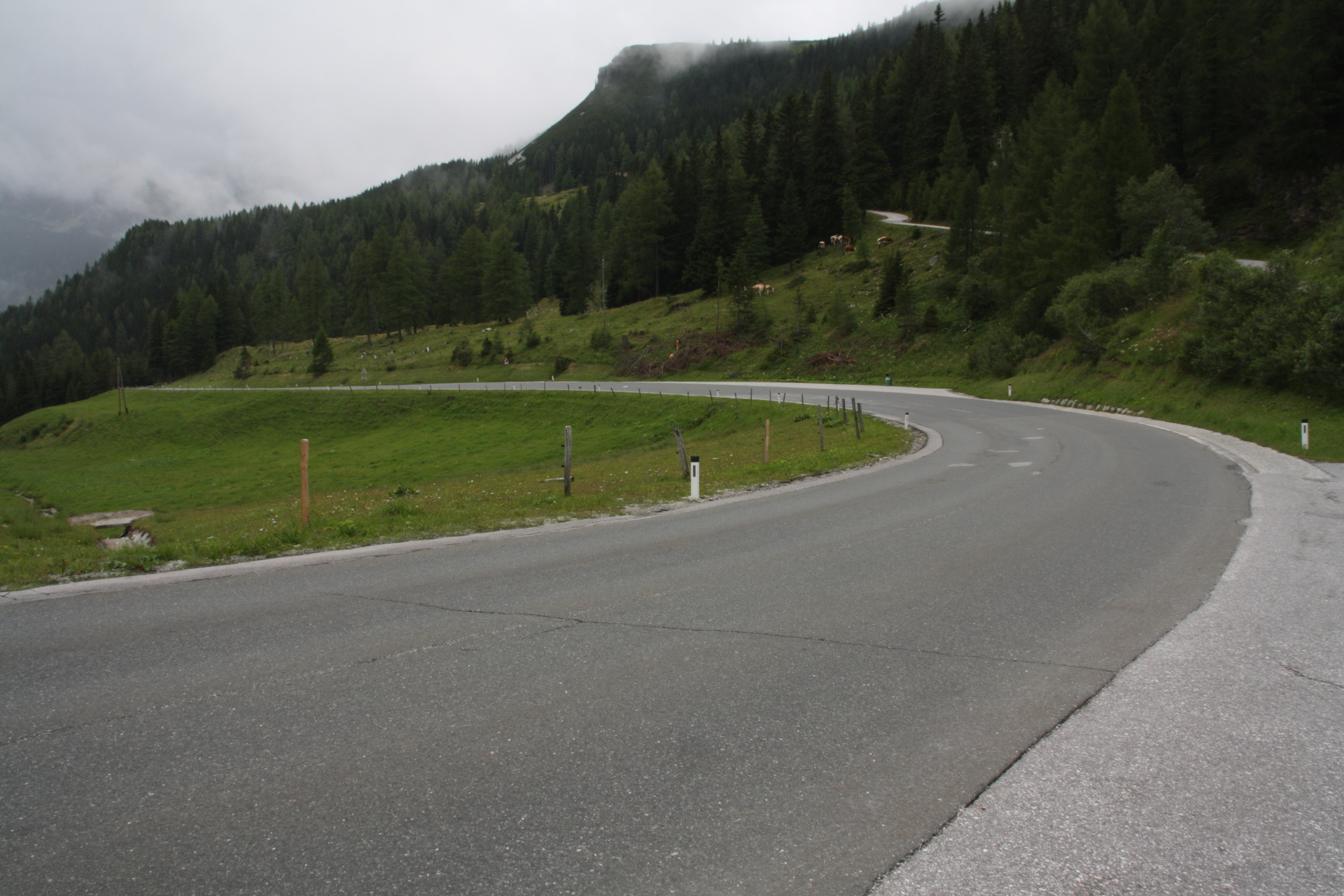
Rampe nord.
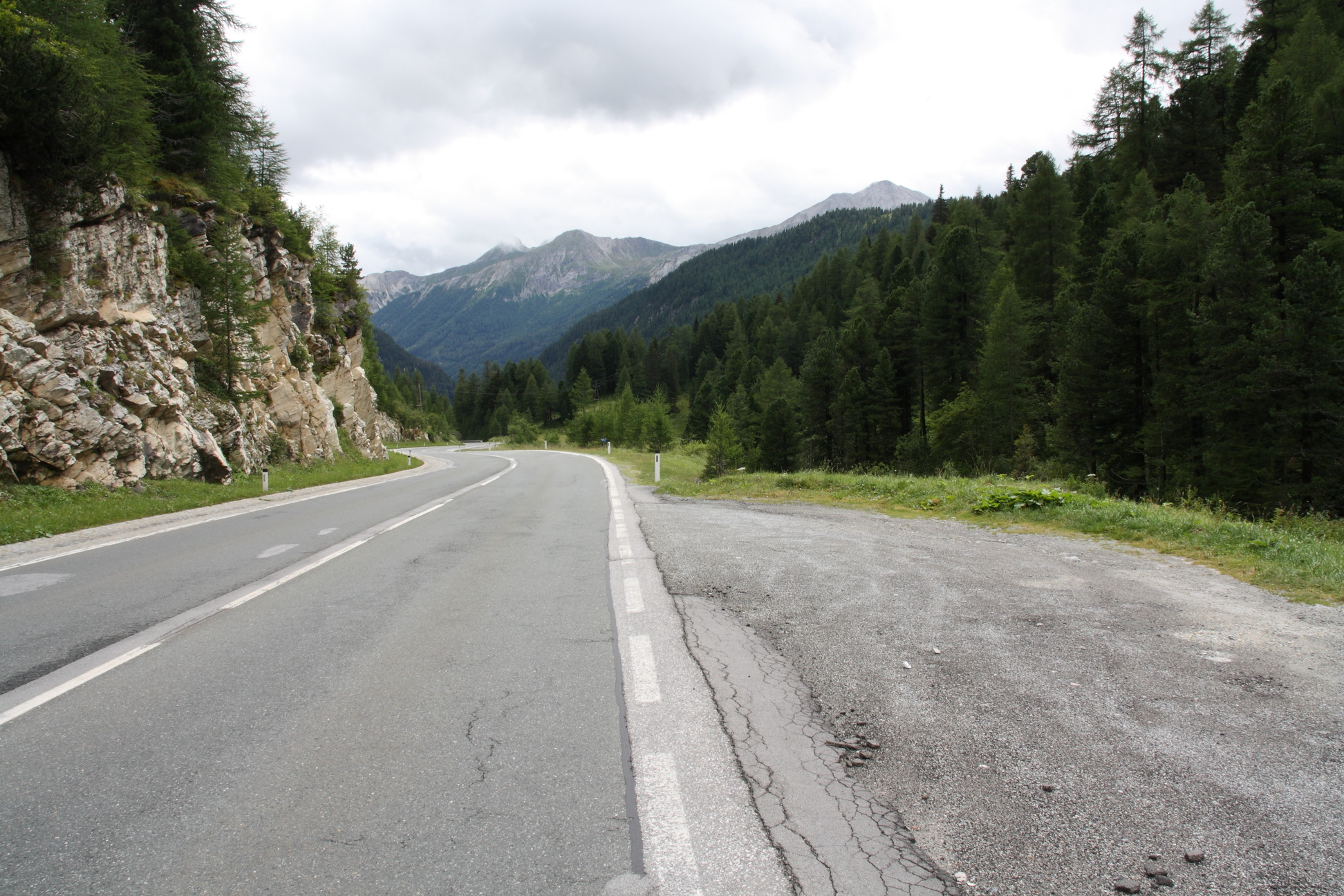
Rampe sud.

## Histoire

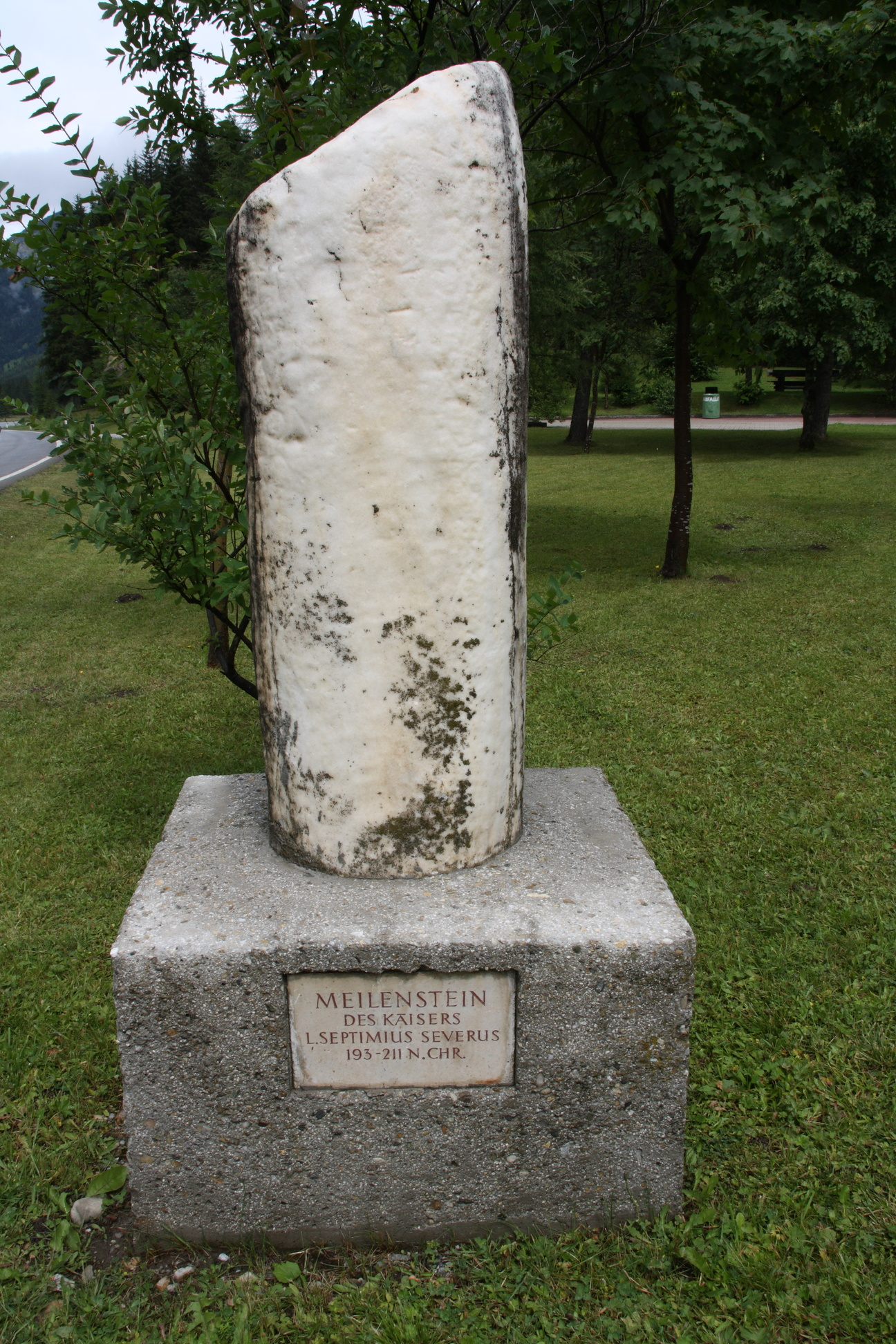
Borne romaine de l'empereur Septime Sévère (193-211) sur la rampe sud.

La route était probablement déjà utilisée par la tribu celtique des Taurisques. Elle fut reconstruite comme voie romaine sous le règne de l'empereur Septime Sévère à partir de 193, reliant Iuvavum (Salzbourg), dans la province de Norique, à Aquilée, en Italie, en passant par la chaîne principale des Alpes.